# 片貝站 (新潟縣)
片貝站（日语：／ Katakai eki */?）是位於新潟縣小千谷市片貝町，日本國有鐵道（國鐵）的魚沼線車站（廢站）。隨著魚沼線廢線，車站在1984年（昭和59年）4月1日廢除。

## 歷史
- 1911年（明治44年）9月14日 - 魚沼鐵道開業，片貝停留所啟用[1]。當時為客運車站，可處理行李。
- 1912年（明治45年）7月23日認可 - 變更為停車場。
- 1922年（大正11年）
  - 6月15日 - 魚沼鐵道被國有化，成為國有鐵道的魚沼輕便線車站[2]。
  - 9月2日 - 路線改名為魚沼線[3]
- 1944年（昭和19年）10月16日 - 魚沼線被指定為不要不急線，此站暫停營業[4]。
- 1954年（昭和29年）8月1日 - 魚沼線重開，同時使用新路軌。此站重開。變成一般車站。
- 1974年（昭和49年）10月1日 - 結束處理貨物（實際上，在翌年3月前仍然處理貨物（特別措施）[5]）。
- 1984年（昭和59年）
  - 2月1日 - 結束處理行李。
  - 4月1日 - 魚沼線全線廢除，此站也變成廢站[6]。

## 車站構造
截至車站廢除前，車站是一座地面車站，設有1面1線的單式月台。此站是業務委托車站。

## 現況
在車站廢除後，車站大樓等設施被撤走。現時，片貝郵局遷移至車站遺址。

## 相鄰車站
日本國有鐵道
魚沼線
來迎寺－片貝－高梨
- 在1915年（大正4年）起至被收購前，此站與新來迎寺站（來迎寺站）之間設有八島停留場。
- 在1913年（大正2年）至1914年（大正3年）之間，此站與高梨站之間設有池津站（貨運車站）。

## 注腳
1. ↑  . dl.ndl.go.jp.   [2022-02-03]. （原始内容存档于2022-02-05） （日语）.
2. ↑  「鉄道省告示第59.60号」《官報》1922年6月10日（國立國會圖書館數碼化收藏）
3. ↑  「鉄道省告示第109号」《官報》1922年9月2日（國立國會圖書館數碼化收藏）
4. ↑  「運輸通信省告示第483号」《官報』1944年10月5日（國立國會圖書館數碼化收藏）
5. ↑  《魚沼線・片貝駅の貨物扱い　来年三月まで”延命”　新鉄局》昭和49年9月25日讀賣新聞新潟讀賣
6. ↑  . 交通新聞 (交通協力会). 1984-02-02: 1 （日语）.